# Qusay Hussein
Qusay Saddam Hussein al-Tikriti (arabiska: قصي صدام حسين التكريتي), eller Qusai, född 17 maj 1966 i Bagdad, död 22 juli 2003 i Mosul, var den irakiske presidenten Saddam Husseins andre son. 
Han dödades av amerikanska invaderande styrkor tillsammans med sin bror Uday och sin 14-årige son Mustapha Qusay Hussein al-Tikriti (1989-2003).